# ATP de Los Angeles
Aberto de Los Angeles, conhecido como Countrywide Classic ou LA Tennis Open, foi um torneio de tênis da ATP Tour International Series, que acontecia anualmente na cidade de Los Angeles, Califórnia.
O prêmio do torneio era de US$ 525 000 dólares.

## Vencedores
Maiores Vencedores:
- 4 títulos:  Andre Agassi,  Frank Parker,  Roy Emerson e  Jimmy Connors.

## Finais

### Simples
| Ano  | Campeão               | Vice-campeão        | Resultado                 |
| ---- | --------------------- | ------------------- | ------------------------- |
| 2012 | Sam Querrey           | Ričardas Berankis   | 6–0, 6–2                  |
| 2011 | Ernests Gulbis        | Mardy Fish          | 5–7, 6–4, 6–4             |
| 2010 | Sam Querrey           | Andy Murray         | 5–7, 7–62, 6–3            |
| 2009 | Sam Querrey           | Carsten Ball        | 6–4, 3–6, 6–1             |
| 2008 | Juan Martin del Potro | Andy Roddick        | 6–1, 7–62                 |
| 2007 | Radek Štěpánek        | James Blake         | 7–67, 5–7, 6–2            |
| 2006 | Tommy Haas            | Dmitry Tursunov     | 4–6, 7–5, 6–3             |
| 2005 | Andre Agassi          | Gilles Müller       | 6–4, 7–5                  |
| 2004 | Tommy Haas            | Nicolas Kiefer      | 7–66, 6–4                 |
| 2003 | Wayne Ferreira        | Lleyton Hewitt      | 6–3, 4–6, 7–5             |
| 2002 | Andre Agassi          | Jan-Michael Gambill | 6–2, 6–4                  |
| 2001 | Andre Agassi          | Pete Sampras        | 6–4, 6–2                  |
| 2000 | Michael Chang         | Jan-Michael Gambill | 26–7, 6–3, ab.            |
| 1999 | Pete Sampras          | Andre Agassi        | 7–63, 7–61                |
| 1998 | Andre Agassi          | Tim Henman          | 6–4, 6–4                  |
| 1997 | Jim Courier           | Thomas Enqvist      | 6–4, 6–4                  |
| 1996 | Michael Chang         | Richard Krajicek    | 6–4, 6–3                  |
| 1995 | Michael Stich         | Thomas Enqvist      | 76–7, 7–64, 6–2           |
| 1994 | Boris Becker          | Mark Woodforde      | 6–2, 6–2                  |
| 1993 | Richard Krajicek      | Michael Chang       | 0–6, 7–63, 7–65           |
| 1992 | Richard Krajicek      | Mark Woodforde      | 6–4, 2–6, 6–4             |
| 1991 | Pete Sampras          | Brad Gilbert        | 6–2, 56–7, 6–3            |
| 1990 | Stefan Edberg         | Michael Chang       | 7–6, 2–6, 7–6             |
| 1989 | Aaron Krickstein      | Michael Chang       | 2–6, 6–4, 6–2             |
| 1988 | Mikael Pernfors       | Andre Agassi        | 6–2, 7–5                  |
| 1987 | David Pate            | Stefan Edberg       | 6–4, 6–4                  |
| 1986 | John McEnroe          | Stefan Edberg       | 6–2, 6–3                  |
| 1985 | Paul Annacone         | Stefan Edberg       | 7–6, 6–7, 7–6             |
| 1984 | Jimmy Connors         | Eliot Teltscher     | 6–4, 4–6, 6–4             |
| 1983 | Gene Mayer            | Johan Kriek         | 7–6, 6–1                  |
| 1982 | Jimmy Connors         | Mel Purcell         | 6–2, 6–1                  |
| 1981 | John McEnroe          | Sandy Mayer         | 6–7, 6–3, 6–3             |
| 1980 | Gene Mayer            | Brian Teacher       | 6–3, 6–2                  |
| 1979 | Peter Fleming         | John McEnroe        | 6–4, 6–4                  |
| 1978 | Arthur Ashe           | Brian Gottfried     | 6–2, 6–4                  |
| 1977 | Stan Smith            | Brian Gottfried     | 7–5, 3–6 6–4              |
| 1976 | Brian Gottfried       | Arthur Ashe         | 6–2, 6–2                  |
| 1975 | Arthur Ashe           | Roscoe Tanner       | 3–6, 7–5, 6–3             |
| 1974 | Jimmy Connors         | Harold Solomon      | 6–3, 6–1                  |
| 1973 | Jimmy Connors         | Tom Okker           | 7–5, 7–6                  |
| 1972 | Stan Smith            | Roscoe Tanner       | 6–4, 6–4                  |
| 1971 | Pancho Gonzales       | Jimmy Connors       | 3–6, 6–3, 6–3             |
| 1970 | Rod Laver             | John Newcombe       | 4–6, 6–4, 7–6             |
| 1969 | Pancho Gonzalez       | Cliff Richey        | 6–0, 7–5                  |
| 1968 | Rod Laver             | Ken Rosewall        | 4–6, 6–0, 6–0             |
| 1967 | Roy Emerson           | Marty Riessen       | 12–14, 6–3, 6–4           |
| 1966 | Allen Fox             | Roy Emerson         | 6–3, 6–3                  |
| 1965 | Dennis Ralston        | Arthur Ashe         | 6–4, 6–3                  |
| 1964 | Roy Emerson           | Dennis Ralston      | 6–3, 6–3                  |
| 1963 | Arthur Ashe           | Whitney Reed        | 2–6, 9–7, 6–2             |
| 1962 | Roy Emerson           | Rod Laver           | 16–14, 6–3                |
| 1961 | Jon Douglas           | Roy Emerson         | 6–2, 1–6, 6–4             |
| 1960 | Barry MacKay          | Earl Buchholz       | 5–7, 6–4, 6–4, 3–6, 6–3   |
| 1959 | Roy Emerson           | Ramanathan Krishnan | 6–3, 4–6, 6–0, 6–4        |
| 1958 | Ham Richardson        | Alex Olmedo         | 7–5, 6–2, 4–6, 9–7        |
| 1957 | Vic Seixas            | Gilbert Shea        | 9–7, 6–3, 6–4             |
| 1956 | Herbert Flam          | Ken Rosewall        | 4–6, 6–1, 5–7, 6–3, 7–5   |
| 1955 | Tony Trabert          | Herbert Flam        | 6–1, 6–4, 6–2             |
| 1954 | Vic Seixas            | Frank Sedgman       | 6–4, 6–4, 6–4             |
| 1953 | Ken Rosewall          | Vic Seixas          | 6–4, 1–6, 3–6, 6–1, 6–4   |
| 1952 | Vic Seixas            | Frank Sedgman       | 6–4, 6–4, 6–4             |
| 1951 | Frank Sedgman         | Tony Trabert        | 6–3, 6–3, 2–6, 6–4        |
| 1950 | Frank Sedgman         | Ted Schroeder       | 9–7, 6–3, 6–2             |
| 1949 | Pancho Gonzalez       | Ted Schroeder       | 6–3, 9–11, 8–6, 6–4       |
| 1948 | Ted Schroeder         | Frank Parker        | 4–6, 7–9, 7–5, ab.        |
| 1947 | Jack Kramer           | Ted Schroeder       | 10–8, 6–4, 6–4            |
| 1946 | Jack Kramer           | Ted Schroeder       | 6–2, 6–8, 6–2, 8–6        |
| 1945 | Frank Parker          | Herbert Flam        | 6–2, 6–4                  |
| 1944 | Frank Parker          | William Talbert     | 6–4, 6–8, 8–6             |
| 1943 | Jack Kramer           | Pancho Segura       | 0–6, 6–1, 6–2             |
| 1942 | Frank Parker          | Pancho Segura       | 6–4, 6–1, 6–3             |
| 1941 | Frank Parker          | Frank Kovacs        | 7–5, 6–0, 6–1             |
| 1940 | Robert Riggs          | Donald McNeill      | 5–7. 2–6, 6–0, 12–10, 6–3 |
| 1939 | John Bromwich         | Ferenc Puncec       | 4–6, 6–0, 6–2, 6–4        |
| 1938 | Adrian Quist          | Harry Hopman        | 6–3, 0–6, 6–4, 6–4        |
| 1937 | Donald Budge          | Gottfried von Cramm | 2–6, 7–5, 6–4, 7–5        |
| 1936 | Donald Budge          | Fred Perry          | 6–2, 4–6, 6–2, 6–2        |
| 1935 | Donald Budge          | Roderich Menzel     | 1–6, 11–9, 6–3, ab.       |
| 1934 | Fred Perry            | Lester Stoefen      | 10–8, 6–4, 6–3            |
| 1933 | Fred Perry            | Jiro Satoh          | 6–4, 1–6, 6–0, 7–5        |
| 1932 | Fred Perry            | Jiro Satoh          | 6–2, 6–4, 7–5             |
| 1931 | Ellsworth Vines       | Fred Perry          | 8–10, 6–3, 4–6, 7–5, 6–2  |
| 1930 | Ellsworth Vines       | Gregory Mangin      | 14–12, 6–3, 6–4           |
| 1929 | John Doeg             | John Van Ryn        | 8–10, 7–5, 9–7, 8–6       |
| 1928 | Henri Cochet          | Christian Boussus   | 2–6, 6–4, 6–3, 6–3        |
| 1927 | William Tilden        | Francis Hunter      | 6–2, 6–4, 6–2             |

### Duplas
| Ano  | Campeões                           | Vice-campeões                       | Resultado         |
| ---- | ---------------------------------- | ----------------------------------- | ----------------- |
| 2012 | Ruben Bemelmans Xavier Malisse     | Jamie Delgado Ken Skupski           | 7–65, 4–6, [10–7] |
| 2011 | Mark Knowles Xavier Malisse        | Somdev Devvarman Treat Conrad Huey  | 7–63, 7–610       |
| 2010 | Bob Bryan Mike Bryan               | Eric Butorac Jean-Julien Rojer      | 66–7, 6–2, [10–7] |
| 2009 | Bob Bryan Mike Bryan               | Benjamin Becker Frank Moser         | 6–4, 7–62         |
| 2008 | Rohan Bopanna Eric Butorac         | Travis Parrott Dušan Vemić          | 7–65, 7–65        |
| 2007 | Bob Bryan Mike Bryan               | Scott Lipsky David Martin           | 7–65, 6–2         |
| 2006 | Bob Bryan Mike Bryan               | Eric Butorac Jamie Murray           | 6–2, 6–4          |
| 2005 | Rick Leach Brian MacPhie           | Jonathan Erlich Andy Ram            | 6–3, 6–4          |
| 2004 | Bob Bryan Mike Bryan               | Wayne Arthurs Paul Hanley           | 6–3, 7–66         |
| 2003 | Jan-Michael Gambill Travis Parrott | Joshua Eagle Sjeng Schalken         | 6–4, 3–6, 7–5     |
| 2002 | Sébastien Grosjean Nicolas Kiefer  | Justin Gimelstob Michaël Llodra     | 6–4, 6–4          |
| 2001 | Bob Bryan Mike Bryan               | Jan-Michael Gambill Andy Roddick    | 7–5, 7–66         |
| 2000 | Paul Kilderry Sandon Stolle        | Jan-Michael Gambill Scott Humphries | w.o.              |
| 1999 | Byron Black Wayne Ferreira         | Goran Ivanišević Brian MacPhie      | 6–2, 7–64         |
| 1998 | Patrick Rafter Sandon Stolle       | Jeff Tarango Daniel Vacek           | 6–4, 6–4          |
| 1997 | Sébastien Lareau Alex O'Brien      | Mahesh Bhupathi Rick Leach          | 7–6, 6–4          |
| 1996 | Marius Barnard Piet Norval         | Jonas Björkman Nicklas Kulti        | 7–5, 6–2          |
| 1995 | Brent Haygarth Kent Kinnear        | Scott Davis Goran Ivanišević        | 6–4, 7–6          |
| 1994 | John Fitzgerald Mark Woodforde     | Scott Davis Brian MacPhie           | 4–6, 6–2, 6–0     |
| 1993 | Wayne Ferreira Michael Stich       | Grant Connell Scott Davis           | 7–6, 7–6          |
| 1992 | Patrick Galbraith Jim Pugh         | Francisco Montana David Wheaton     | 7–6, 7–6          |
| 1991 | Javier Frana Jim Pugh              | Glenn Michibata Brad Pearce         | 7–5, 2–6, 6–4     |
| 1990 | Scott Davis David Pate             | Peter Lundgren Paul Wekesa          | 3–6, 6–1, 6–3     |
| 1989 | Martin Davis Tim Pawsat            | John Fitzgerald Anders Järryd       | 7–5, 7–6          |
| 1988 | John McEnroe Mark Woodforde        | Peter Doohan Jim Grabb              | 6–4, 6–4          |
| 1987 | Kevin Curren David Pate            | Brad Gilbert Tim Wilkison           | 6–3, 6–4          |
| 1986 | Stefan Edberg Anders Järryd        | Peter Fleming John McEnroe          | 3–6, 7–5, 7–6     |
| 1985 | Scott Davis Robert Van't Hof       | Paul Annacone Christo van Rensburg  | 6–3, 7–6          |
| 1984 | Ken Flach Robert Seguso            | Wojtek Fibak Sandy Mayer            | 4–6, 6–4, 6–3     |
| 1983 | Peter Fleming John McEnroe         | Sandy Mayer Ferdi Taygan            | 6–1, 6–2          |
| 1982 | Sherwood Stewart Ferdi Taygan      | Bruce Manson Brian Teacher          | 6–1, 6–7, 6–3     |
| 1981 | Tom Gullikson Butch Walts          | John McEnroe Ferdi Taygan           | 6–4, 6–4          |
| 1980 | Brian Teacher Butch Walts          | Anand Amritraj John Austin          | 6–2, 6–4          |
| 1979 | Marty Riessen Sherwood Stewart     | Wojtek Fibak Frew McMillan          | 6–4, 6–4          |
| 1978 | John Alexander Phil Dent           | Fred McNair Raúl Ramírez            | 6–3, 7–6          |
| 1977 | Bob Hewitt Frew McMillan           | Robert Lutz Stan Smith              | 6–3, 6–4          |
| 1976 | Robert Lutz Stan Smith             | Arthur Ashe Charlie Pasarell        | 6–2, 3–6, 6–3     |
| 1975 | Anand Amritraj Vijay Amritraj      | Cliff Drysdale Marty Riessen        | 7–6, 4–6, 6–4     |
| 1974 | Ross Case Geoff Masters            | Brian Gottfried Raúl Ramírez        | 6–3, 6–2          |
| 1973 | Jan Kodeš Vladimír Zedník          | Jimmy Connors Ilie Năstase          | 6–2, 6–4          |
| 1972 | Jimmy Connors Pancho Gonzales      | Ismail El Shafei Brian Fairlie      | 6–3, 7–6          |
| 1971 | John Alexander Phil Dent           | Frank Froehling Clark Graebner      | 7–6, 6–4          |
| 1970 | Tom Okker Marty Riessen            | Robert Lutz Stan Smith              | 7–6, 6–2          |
| 1969 | Pancho Gonzales Ron Holmberg       | Jim McManus Jim Osbourne            | 6–3, 6–4          |
| 1968 | Ken Rosewall Fred Stolle           | Cliff Drysdale Roger Taylor         | 7–5, 6–1          |